# Tanngrisnir et Tanngnjóstr

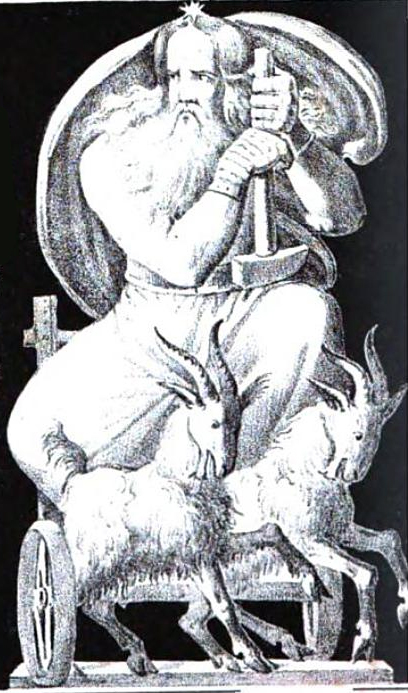
Illustration datant de 1832 montrant Thor et ses deux boucs

Tanngrisnir (Qui montre ses dents ; qui grogne) et Tanngnjóstr (Qui fait grincer ses dents ; parfois sous la graphie Tanngiost) sont les deux boucs qui tirent le chariot de Thor, le dieu du tonnerre dans la mythologie germanique. Ils sont présents dans l'Edda poétique et dans l'Edda de Snorri écrites en prose par Snorri Sturluson au XIIIe siècle.
L'Edda en prose raconte que Thor se nourrit de leur viande et bénit leurs restes pour les ressusciter.

## Étymologie
Le nom vieux norrois de Tanngrisnir signifie « qui montre ses dents » ou « qui grogne » tandis que Tanngnjóstr se traduit par « qui fait grincer ses dents ». Le philologue Rudolf Simek a écrit que ces noms sont peut-être l'invention de Snorri Sturluson. Le nom de Tanngnjóstr est parfois lue sous la graphie modernisée « Tanngiost » ; surtout utilisée en anglais.

## Attestations

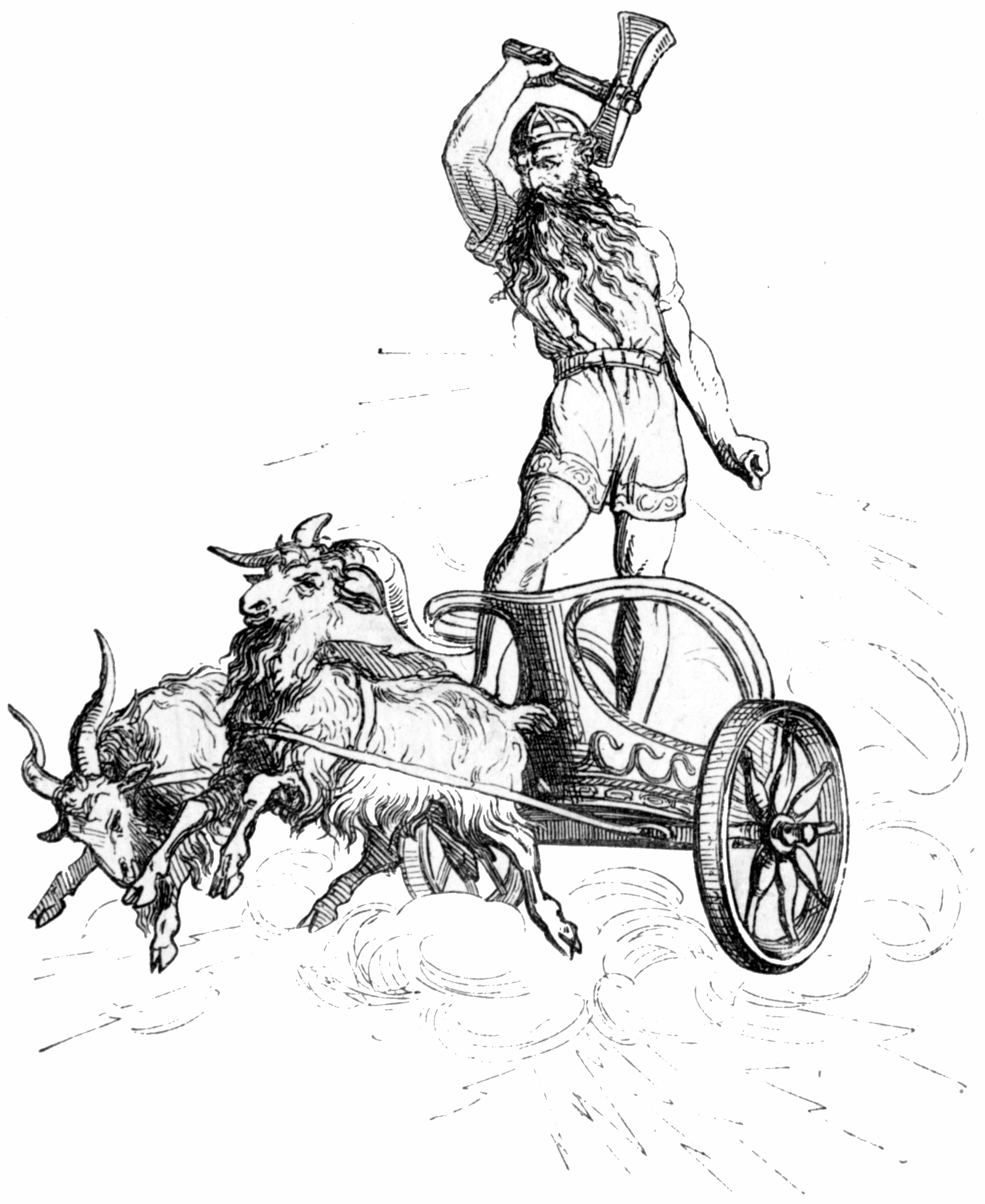
Thor dans son chariot, 1865

Les boucs de Thor sont mentionnés dans deux poèmes de l'Edda poétique sans que leurs noms n'apparaissent. Dans le poème Hymiskvida, il est dit que Thor met ses boucs en sécurité avec un humain nommé Egil dans le Midgard avant de continuer sa route avec le dieu Týr pour se rendre au manoir du géant Hymir. Plus loin dans le même poème, Thor est identifié par le titre de « seigneur des boucs » (lord of goats). Le poème Thrymskvida présente une description du chariot tiré par deux boucs de Thor,.
Dans le chapitre 21 du Gylfaginning de l'Edda de Snorri en prose, Hár (Haut) divulgue que le dieu Thor possède deux boucs qui tirent son chariot et que le nom de ces boucs est Tanngrisnir et Tanngnjóstr. Dans le chapitre 44, Þriði (Troisième) rapporte une légende que Thor et Loki voyageant dans le chariot de Thor tiré par ses deux boucs arrêtent chez un paisible paysan afin de se reposer. Thor abattit et écorcha ses boucs pour les faire cuire. Thor et Loki se nourrirent de la viande des boucs. Par la suite, Thor invita la famille du paysan à partager le repas. Après le repas, Thor déposa les peaux des boucs du côté opposé du feu et dit aux paysans de placer les os sur les peaux. Un des enfants du paysan, Thjálfi, avait utilisé un couteau afin d'ouvrir un os pour y sucer la moelle osseuse. Thor se coucha pour la nuit et, avant que le soleil ne se lève, se leva et utilisa son marteau, le Mjöllnir, afin de bénir les restes de ses boucs. Une fois ressuscités, les boucs se levèrent, mais un de ceux-ci était faible à la patte de derrière. Remarquant cette nouvelle faiblesse, Thor s'exclama que quelqu'un avait brisé un des os de ses boucs la veille durant le repas. Thor se fâcha et terrifia les paysans qui lui offrirent toutes leurs possessions pour s'expier. Réalisant la terreur dans les yeux des paysans, il se calma et décida que les deux enfants, Thjálfi et sa sœur Roskva, deviendront ses servants. Laissant les boucs derrière eux, Thor, Loki et les deux enfants partirent pour le Jötunheim. Dans le chapitre 48, les boucs sont de nouveau mentionnés lorsque Thor est décrit comme se préparant à partir pour Midgard sous la forme d'un jeune garçon sans boucs ni compagnons. Dans le chapitre 75 du Skáldskaparmál, les noms des deux boucs apparaissent dans une liste de noms de boucs.

## Interprétations
William D. Furley rattache l'épisode mythologique du sacrifice des boucs et de leur renaissance aux pratiques des chasseurs de la préhistoire soucieux de la reconstitution du gibier abattu.

## Film
Tanngrisnir et Tanngnjóstr apparaissent attelés au char de Thor, dans le film "Thor: Love and Thunder" de 2022. 

## Dessin animé / Œuvre d'animation
Dans le spinoff de Saint Seiya / Les chevaliers du Zodiaque : Soul Of Gold, prenant place à Asgard. Tanngrisnir est le nom de la God robe (armure) associée au guerrier divin : Héraclès, détenteur de l'épée géante" : Mjöllnir. 
Héraclès de Tanngrisnir est, tant le gardien de la chambre de Jötunheimr, le "Hall des géants" au cœur du frêne sacré Yggdrasil, que l'un des sept protecteurs de l'antagoniste de ce chapitre de l'animé : Andréas / Loki. 

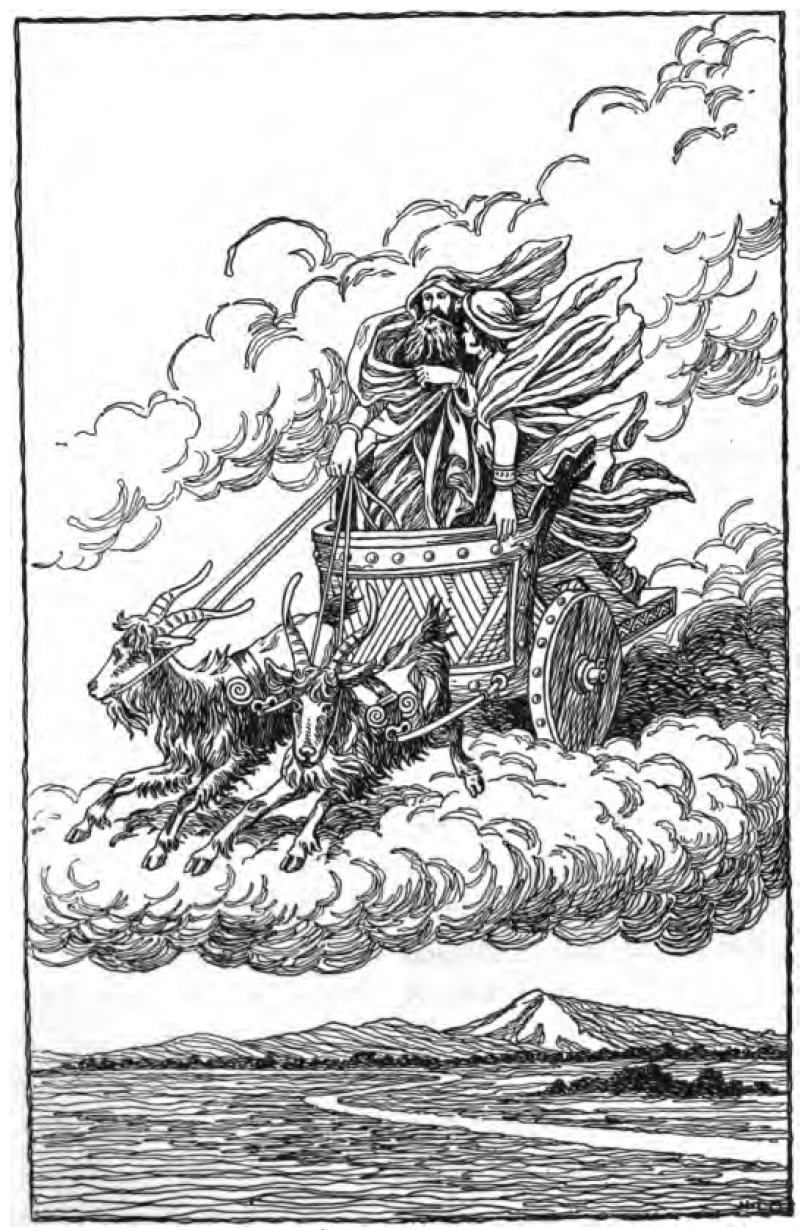
Thor et Loki dans le chariot, 1901
Thor combattant les géants, 1872
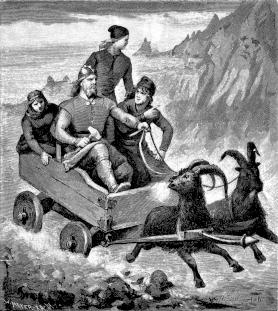
Thor dans son chariot, 1893
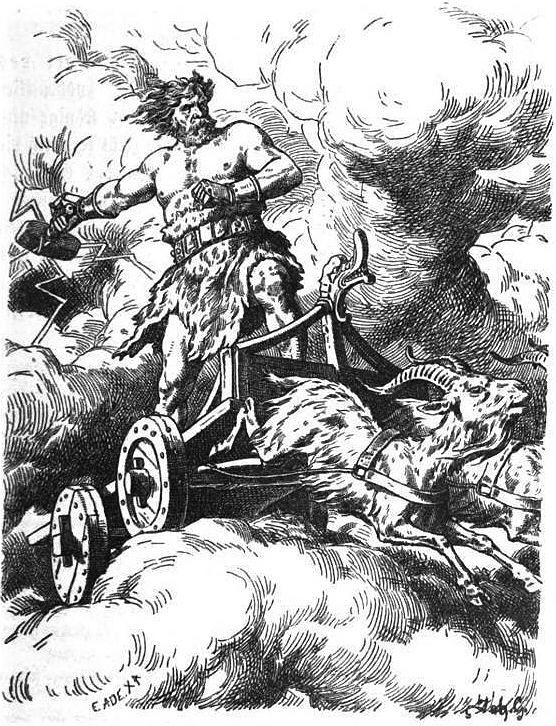
Thor, 1901

## Annexe